# Samuel Hamilton Walker
Samuel Hamilton Walker (Greenbelt, 24 de febrero de 1817 - Huamantla, 9 de octubre de 1847) fue un oficial del ejército estadounidense que se desempeñó como capitán de los Rangers de Texas y oficial de la República de Texas. Walker sirvió en varios conflictos armados, incluidas las Guerras Indias y la Intervención estadounidense en México.

## Biografía
Samuel Hamilton Walker nació el 24 de febrero de 1817 en la casa Toaping Castle de Greenbelt, Maryland, siendo el quinto de los siete hijos de Nathan y Elizabeth (Thomas).

### Militar
Walker se alistó en los Voluntarios de la Ciudad de Washington para la Campaña Indígena Creek en Alabama en 1836. Al año siguiente se reunió y trabajó como explorador en Florida hasta 1841. Llegó a Galveston, Texas en 1842 y sirvió al mando del capitán Jesse Billingsley contra una invasión mexicana dirigida por el general Adrián Woll. Walker fue capturado el 26 de diciembre de 1842 y marchó a la Ciudad de México como prisionero de guerra. Sobrevivió a lo que se conoció como Expedición Mier y estuvo prisionero durante dos años antes de escapar a Luisiana y regresar a Texas.
Se unió a los Rangers de Texas en 1844 bajo el mando del Capitán John Coffee Hays. Ascendido a capitán, dirigió una compañía de guardabosques durante la guerra entre México y Estados Unidos, sirviendo con los ejércitos del general Zachary Taylor y del general Winfield Scott. Participó en la masacre de las cuevas de la catana en Coahuila en febrero de 1847.

## Colt Walker
Walker es más conocido como el co-inventor de la famosa Colt Walker revólver, junto con el fabricante de armas Samuel Colt. Se dice que Walker autofinancia un viaje a Nueva York para reunirse con Colt y le propuso el concepto de un arma basada en el entonces popular revólver Colt Paterson de cinco disparos, con muchas mejoras, como agregar una sexta ronda, siendo lo suficientemente poderoso como para matar a un hombre o un caballo con un solo disparo y más rápido para recargar.
La compañía de armas de fuego de Colt ya no operaba, pero el gran pedido le permitió a Colt establecer una nueva compañía. Contrató a Eli Whitney Junior, que ya estaba en el negocio de las armas, para fabricar sus nuevos revólveres. Colt le pidió a Samuel Walker, que estaba destinado temporalmente en Washington, que lo ayudara con el diseño.
Colt utilizó su prototipo y las mejoras de Walker para crear un nuevo diseño. Whitney produjo el primer pedido de mil piezas, conocido como Colt Walker. Luego, la compañía recibió un pedido de mil más. La participación de Colt en las ganancias fue de $10.
En 1847, el nuevo revólver estaba disponible. Las compañías de fusiles montados del ejército de los Estados Unidos se las entregaron y resultaron extremadamente efectivas.

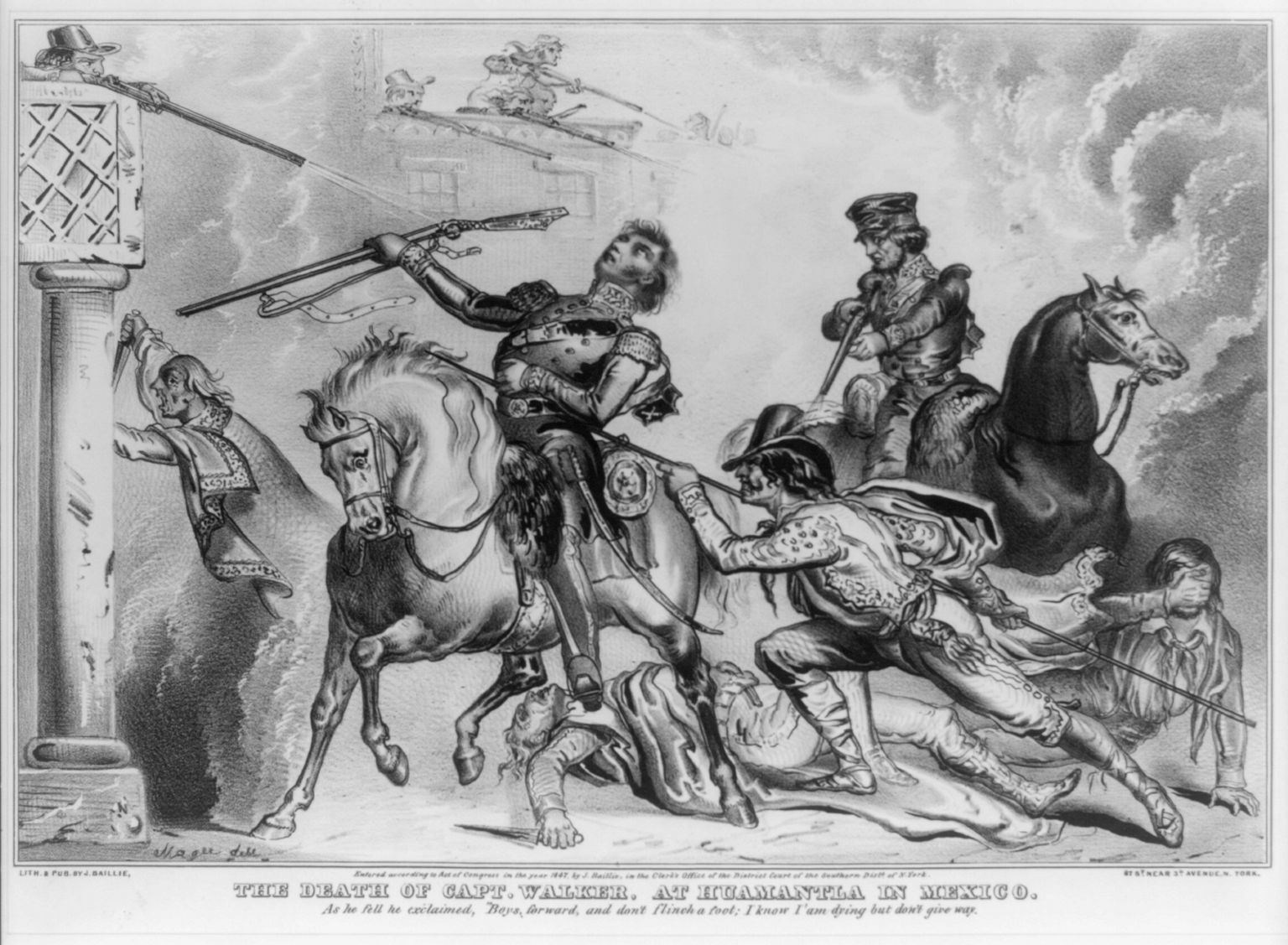
La muerte del Capitán Walker.

## Fallecimiento
Walker fue asesinado el 9 de octubre de 1847 en Huamantla, Tlaxcala, mientras dirigía sus tropas en la Batalla de Huamantla durante la Intervención estadounidense en México. Fue abatido por una escopeta disparada desde un balcón, aunque la leyenda popular afirma que fue asesinado por una lanza.
Al año siguiente, sus restos fueron trasladados a San Antonio, Texas. El 21 de abril de 1856, como parte de un memorial de aniversario de la batalla de San Jacinto, Walker fue enterrado de nuevo en el cementerio de Odd Fellows en San Antonio.
El condado de Walker, fue rebautizado en su honor luego de que inicialmente se honraba al político Robert J. Walker (sin relación).

## Otras lecturas
- K. Jack Bauer, The Mexican War, 1846–1848 (Nueva York: Macmillan, 1974).
- Albert Gallatin Brackett, brigada del general Lane en el centro de México (Cincinnati y Nueva York: Derby, 1854).
- Edmund L. Dana, "Incidentes en la vida del capitán. Samuel H. Walker, Texas Ranger, "Actas de la Sociedad Histórica y Geológica de Wyoming (1882).
- "Reminiscencias de la guerra con México, contadas por el Col. Thos. Claiborne, "Vedette 7 (abril de 1886). Marilyn M. Sibley, ed., Samuel H. Walker's Account of the Mier Expedition (Austin: Texas State Historical Association, 1978).
- Charles D. Spurlin, "Ranger Walker en la guerra de México", Historia militar de Texas y el suroeste 9 (1971).
- Doug J. Swanson, Cult of Glory: The Bold and Brutal History of the Texas Rangers (Nueva York: Viking, 2020)